# Czarkówka Duża
Czarkówka Duża [t͡ʂarˈkufka ˈduʐa] est un village polonais de la gmina de Perlejewo dans le powiat de Siemiatycze et dans la voïvodie de Podlachie. Il se situe à environ 3 kilomètres au nord-est de Perlejewo, à 25 kilomètres au nord-ouest de Siemiatycze et à 71 kilomètres au sud-ouest de Białystok.